# Skuteč
Skuteč (niem. Skutsch) − miasto w Czechach, w kraju pardubickim. Według danych z 1 stycznia 2011 powierzchnia miasta wynosiła 3 541 ha, a liczba jego mieszkańców 5 254 osób.

## Demografia
| Rok             | 1970  | 1980  | 1991  | 2001  | 2003  | 2011  | 2014  |
| --------------- | ----- | ----- | ----- | ----- | ----- | ----- | ----- |
| Liczba ludności | 5 220 | 5 387 | 5 206 | 5 344 | 5 415 | 5 254 | 5 168 |

Źródło: Czeski Urząd Statystyczny